# Skaltjärnen, Medelpad
Skaltjärnen är en sjö i Ånge kommun i Medelpad och ingår i Ljungans huvudavrinningsområde.